# Dieter Bohlen
Pour les articles homonymes, voir Bohlen.
Dieter Günther Bohlen, né le 7 février 1954 à Berne, est un guitariste, auteur-compositeur, producteur de musique et chanteur allemand .

## Biographie
Entre 1984–1987 et entre 1998–2003 il a fait partie du duo Modern Talking avec Thomas Anders comme producteur, chanteur et compositeur de chansons. 
Entre 1986-1989 il était producteur et compositeur de chansons de C.C.Catch. Après la séparation de Modern Talking en 1987, il a formé le groupe Blue System, auquel il a participé comme chanteur, compositeur et producteur. Dieter Bohlen a aussi écrit la musique pour beaucoup de films, émissions, spectacles et feuilletons de télé. Il fait également partie du jury de l'émission allemande Das Supertalent (Incroyable Talent) et aussi de Deutschland sucht den Superstar (La Nouvelle Star).
En 2006, un film d'animation sort en DVD relatant la carrière de Dieter. Il réalise la bande originale du film Dieter, der film.

### Singles
- 1985 You're my heart, you're my soul interprété par Modern Talking
- 1985 You can win if you want interprété par Modern Talking
- 1985 Cheri Cheri Lady interprété par Modern Talking
- 1985 Lucky guy sous le nom de Ryan Simmons
- 1985 The night is yours the night is mine sous le nom de Ryan Simmons
- 1986 Brother Louie interprété par Modern Talking
- 1986 Midnight Lady interprété par Chris Norman
- 1986 Atlantis is calling (SOS for love) interprété par Modern Talking
- 1986 Geronimo's Cadillac interprété par Modern Talking
- 1987 Jet Airliner interprété par Modern Talking
- 1998 You're my heart, you're my soul'98  interprété par Modern Talking Feat. Eric Singleton
- 1998 Brother Louie'98  interprété par Modern Talking Feat. Eric Singleton
- 1998 Space Mix'98 interprété par Modern Talking Feat. Eric Singleton
- 1999 You are not Alone interprété par Modern Talking Feat. Eric Singleton
- 1999  Sexy, Sexy Lover interprété par  Modern Talking Feat. Eric Singleton
- 2000 China in her eyes interprété par Modern Talking Feat. Eric Singleton
- 2000 Don't take away my heart interprété par Modern Talking Feat. Eric Singleton
- 2001 Win the race interprété par Modern Talking
- 2001 Last exit to Brooklyn interprété par Modern Talking Feat. Eric Singleton
- 2002 Ready for the victory interprété par Modern Talking
- 2002 Juliet interprété par Modern Talking
- 2002 We have a dream interprété par Deutschland sucht den Superstar
- 2003 TV makes the Superstar interprété par Modern Talking
- 2003 Take me tonight interprété par Alexander Klaws
- 2003 You drive me crazy interprété par Daniel Küblböck
- 2003 Für dich interprété par Yvonne Catterfeld
- 2003 Free like the wind interprété par Alexander Klaws
- 2004 Du hast mein Herz gebrochen interprété par Yvonne Catterfeld
- 2007 Now or never interprété par Mark Medlock

## Artistes produits
- Al Martino
- Anna Garcia Sheree
- Alexander
- Andrea Berg
- Blue System
- Bonnie Tyler
- C. C. Catch
- Chris Norman
- Daniel Küblböck
- Daniel Schuhmacher
- Errol Brown
- Isabel Soares
- Les McKeown
- Lory Bianco
- Mark Medlock
- Millane Fernandez
- Modern Talking
- Nino de Angelo
- Peter Alexander
- Ricky King
- Roy Black
- Thomas Anders
- Touché
- Wildecker Herzbuben
- Yvonne Catterfeld

## Animation
- 2002-2021 : Deutschland sucht den SuperStar : Juge
- 2007-2020 : Das Supertalent : Juge
- 2007 : Let's Dance (2e saison) : Juge